# 高尔斯海姆
高尔斯海姆是德国莱茵兰-普法尔茨州的一个市镇。总面积5.25平方公里，总人口626人，其中男性323人，女性303人（2011年12月31日），人口密度119人/平方公里。